# Abd al-Azíz marokkói szultán
Abd al-Azíz (Marrákes, 1878. február 23. – Tanger, 1943. június 9.) marokkói szultán 1894-től 1908-ig.
Édesapja, I. Haszan halála után kiáltották ki Marokkó szultánjának. 1900-ig Ba Ahmed nagyvezír irányította az országot, csak az ő halála után került Marokkó Abd al-Azíz kezébe. Az ifjú szultán európai tanácsadók segítségével kísérletet tett az ország modernizálásra, azonban törekvései – különösen az adórendszert illetők – kudarcot vallottak. Ennek hátterében a modern közigazgatásban jártas hivatalnokok hiánya, illetve a konzervatív befolyásos, előkelő rétegek ellenséges magatartása állt.
Abd al-Azíz másik problémája ugyanakkor pont a Marokkó fölött vetélkedő európai hatalmak voltak. Az 1906 januárjától áprilisig tartó algecirasi konferencián aláírta az európai befolyást szentesítő, Spanyol- és Franciaországnak különös jogokat biztosító szerződést. Ennek következménye volt, hogy 1907-ben fivére, Abd al-Hafíz lázadást szított Marrákesben, csapatai pedig 1908. augusztus 19-én legyőzték Abd al-Azíz erőit. Két nappal később a szultán lemondott, majd a fivérétől kapott kegydíjon élt Tangerben évtizedeken át. Csak 1943-ban hunyt el.